# Ctenomys contrerasi contrerasi
Ctenomys contrerasi contrerasi es la subespecie típica y una de las 2 en que se divide la especie de roedor tenómido C. contrerasi, la cual es
denominada comúnmente tuco-tuco de Contreras. Habita en el sur del Cono Sur de Sudamérica.

## Taxonomía
Esta subespecie fue descrita originalmente en el año 2020 por los zoólogos Pablo Teta y Guillermo D’ Elía, en la misma publicación que se hacía lo propio con lo especie a la que pertenece.
Localidad tipo
La localidad tipo referida es: “Estancia El Desempeño, junto a la Ruta Provincial 2, 33 km al este de la Ruta Nacional 3, en las coordenadas: -42.51079, -64.7471, en el departamento Biedma, Chubut, Argentina”.
Holotipo
Al ser la subespecie típica, el ejemplar holotipo designado coincide con el de la especie, por lo que es el catalogado como: CFA-MA 11853 (C-05417) —número original de campo de los colectores 485—; se trata de la piel, el cráneo y parte del esqueleto de una espécimen adulta hembra, que fue capturada el 28 de marzo de 1999, por Mabel D. Giménez, Claudio J. Bidau, Dardo A. Marti y Martín A. Montes. Fue depositada en la Colección de Mastozoológica Félix de Azara (CFA-MA), ubicada en la ciudad de Buenos Aires, Argentina.
Etimología
Etimológicamente, el término genérico Ctenomys se construye con palabras del idioma griego, en donde: kteis, ktenos significa ‘peine’ y mys es ‘ratón’, en relación con una serie de singulares pelos, rígidos, duros y cortos, que la especie tipo del género exhibe en la parte superior de la base de las uñas de las patas traseras.
El epíteto específico (al igual que el subespecífico) contrerasi es un epónimo genitivo singular, que refiere al apellido de la persona a quien fue dedicada, el mastozoólogo y ornitólogo argentino Julio Rafael Contreras, quien dedicó más de 45 años de su vida al estudio de la taxonomía, la sistemática y la biogeografía del Ctenomys, describiendo más de una docena de nuevas especies de este complejo género; además, fue uno de los autores del primer intento de abarcar su historia evolutiva completa, proponiendo una hipótesis general sobre su diversificación.

## Caracterización y relaciones filogenéticas
Ctenomys contrerasi contrerasi fue reconocido como resultado de análisis filogenéticos de secuencias de ADN, evaluación de la morfología (cualitativa y cuantitativa) y datos cariológicos publicados previamente. Es otro de los taxones que se incluyen en el “grupo de especies Ctenomys magellanicus”.
C. contrerasi contrerasi es de tamaño pequeño (C. contrerasi navonae es mediano); tiene el esperma asimétrico. Posee moderada diferenciación entre la coloración dorsal (amarronada-olivácea a rojiza-olivácea) y ventral (olivácea clara con gris en la base de los pelos). 
La sutura pre-maxilo-frontal se ubica ligeramente detrás de la sutura naso-frontal (bien detrás en C. contrerasi navonae); el interparietal está fusionado; los arcos cigomáticos son delgados (moderadamente robustos en C. contrerasi navonae); el foramen incisivo es moderadamente largo y angosto; la abertura inter-premaxilar es pequeña (grande en C. contrerasi navonae); las bullas auditivas son infladas y piriformes; los procesos para-occipitales tienen forma de gancho. La fórmula cariotípica es 2N = 38, FN= 42 (Estancia El Desempeño) o FN= 52 (RN 3, km 1430).

## Distribución geográfica, hábitat y estado de conservación
Esta subespecie de roedor es endémica del departamento Biedma, en el nordeste de la provincia argentina de Chubut, en el centro-norte de la región patagónica de ese país. Su distribución se limita a 4 localidades cercanas a la costa atlántica, situadas en la franja que se extiende entre el istmo Carlos Ameghino por el norte y el río Chubut por el sur; estas localidades son: Estancia El Desempeño, junto a la Ruta Provincial 2, 33 km al este de la Ruta Nacional 3; RN 3, km 1430; RP 4; y punta Este.
Su geonemia es aparentemente disyunta respecto a la otra subespecie que compone la especie, C. c. navonae, la que habita con 2 poblaciones, en la región centro-oeste de la provincia, al sur del río Chubut, estando ambos taxones subespecíficos separados por un hiato de unos 335 km en donde no se han detectado ejemplares del tuco-tuco C. contrerasi. En el centro de su limitada distribución se sitúa la ciudad de Puerto Madryn.